# Gary Kelly
Gary Kelly est un footballeur irlandais né le 9 juillet 1974 à Drogheda. Il évoluait au poste d'arrière droit. Il passe la totalité de sa carrière professionnelle au Leeds United Football Club dont il a été plusieurs saisons le vice-capitaine. Il est international irlandais à 52 reprises.

## Biographie
Gary Kelly nait à Drogheda dans le comté de Louth le 9 juillet 1974. Il est le plus jeune d'une fratrie de treize enfants. Il commence le football dans le club de la ville, le Drogheda United Football Club avant de rejoindre les équipes de jeunes de l'Home Farm Football Club un des principaux clubs formateurs du nord de Dublin où il joue au poste d'avant-centre. Remarqué par les scouts du Leeds United Football Club, il intègre son centre de formation en 1992. Le manager de Leeds Howard Wilkinson qui décèle en lui toutes les qualités d'un arrière latéral. C'est à ce poste qu'il va petit à petit faire sa place dans le club.

### en club
Gary Kelly est l'homme d'un seul club : il passe toute sa carrière dans le club de Leeds United. Sorti du centre de formation il joue ses premières minutes en équipe première dès la saison 1991-1992, mais sans s'imposer. Il a alors moins de 18 ans. Il n'est d'ailleurs pas dans les listes des joueurs champions d'Angleterre cette année là. À partir de la saison 1993-1994 il entre dans l'équipe pour ne plus la quitter jusqu'en 2007. A compté de son premier match ede 1993 il accumule 86 titularisations consécutives. Dès sa première saison il est élu par ses pairs footballeurs professionnels meilleur arrière latéral droit du championnat.
Kelly est assez régulier au poste d'arrière droit ou de milieu droit lors de toutes les saisons suivantes qu'il joue pour Leeds, à l'exception de la saison 1998-99, lorsqu'une série de blessures à un tibia l’empêche de jouer toute une saison (cette blessure se reproduira les saisons suivantes). Mais Kelly fait son retour dans l'équipe première de Leeds en 1999-2000, s'appropriant le poste d'arrière droit, malgré la signature de Danny Mills à l'été 1999. Et une fois de plus, il a pris le rôle de capitaine lorsque Lucas Radebe est en sélection nationale. Très impliqué dans la lutte contre le cancer puis que sa sœur Mandy en est décédée à l'âge de 35 ans, Kelly reverse la recette d'un match de bienfaisance en son honneur pour ses dix ans à Leeds contre le Celtic Football Club à plusieurs associations anglaises de Leeds et irlandaises à Drogheda. En 2006, il joue encore régulièrement pendant la première moitié de sa 16e saison à Leeds. Mais cette année là, il se brouille avec Ken Bates et avec le nouveau manager de Leeds, Dennis Wise jusqu'à perdre son rôle de vice-capitaine.
En fin de saison 2006-2007, Gary Kelly arrête sa carrière professionnelle et quitte le seul club avec lequel il a joué. Il compte alors 531 matchs joués avec Leeds ce qui en fait à cette date là le huitième joueur le plus capé du club.

### en équipe nationale d'Irlande
Gary Kelly commence sa carrière internationale alors qu'il n'a pas encore terminé sa première saison pleine avec le Leeds United Football Club. En mars 1994, Jack Charlton l'appelle pour un premier rassemblement à l'occasion d'une rencontre contre la Russie. La rencontre a lieu le 23 mars 1994 à Lansdowne Road à Dublin. Gary Kelly a 19 ans et il est remplaçant. Il est titulaire à droite de la défense et est accompagné de joueurs comme Packie Bonner, Ronnie Whelan le capitaine et Tony Cascarino. La rencontre se solde par un match nul 0-0. Jack Charlton est immédiatement séduit. Kelly profite des matchs de préparation à la coupe du monde pour valider définitivement sa place dans la sélection qui part aux États-Unis. Il est alors le plus jeune joueur du groupe. Pendant la coupe du monde il joue deux matchs, le premier en phase de poule contre la Norvège et le deuxième lors des huitième de finale et l'élimination de l'Irlande par les Pays-Bas.
Kelly marque deux buts en sélection. Le premier arrive en mai 1994 lors d'une rencontre à Hanovre contre Allemagne. Remplaçant, il entre en jeu après la mi-temps et marque le but d'une victoire retentissante pour une équipe à l'aube d'une période particulièrement faste.
Gary Kelly participe à une deuxième phase finale de Coupe du monde, celle de 2002 au Japon et en Corée du Sud. Cette fois-ci il joue les quatre matchs de l'équipe irlandaise. Au premier tour il affronte chronologiquement le Cameroun (1-1), l'Allemagne (1-1) et l'Arabie saoudite (3-0). Qualifié pour les seizième de finale, l'Irlande affronte alors l'Espagne et s'incline aux tirs au but après avoir fait match nul 1-1. Kelly fête ce jour-là sa cinquantième sélection.
Gary Kelly est l'oncle d'un autre footballeur professionnel, Ian Harte. Les deux ont joué ensemble sous les couleurs de Leeds United. L'oncle et le neveu ont même fait partie en même temps de l'équipe d'Irlande qui participe à la Coupe du monde de football 2002, jouant ensemble par exemple contre le Cameroun le 1er juin 2002.

## Éléments statistiques
| Saison                | Club                  | Championnat           | Championnat | Championnat | Coupe(s) nationale(s) | Coupe(s) nationale(s) | Compétition(s) continentale(s) | Compétition(s) continentale(s) | Compétition(s) continentale(s) | République d'Irlande | République d'Irlande | Total | Total |
| Saison                | Club                  | Division              | M.          | B.          | M.                    | B.                    | Comp.                          | M.                             | B.                             | M.                   | B.                   | M.    | B.    |
| 1991-1992             | Leeds United          | First Division        | 2           | 0           | 1                     | 0                     | -                              | -                              | -                              | -                    | -                    | 3     | 0     |
| 1992-1993             | Leeds United          | Premier League        | 0           | 0           | 0                     | 0                     | -                              | -                              | -                              | -                    | -                    | 0     | 0     |
| 1993-1994             | Leeds United          | Premier League        | 42          | 0           | 5                     | 0                     | -                              | -                              | -                              | 7                    | 1                    | 54    | 1     |
| 1994-1995             | Leeds United          | Premier League        | 42          | 0           | 6                     | 0                     | -                              | -                              | -                              | 7                    | 0                    | 55    | 0     |
| 1995-1996             | Leeds United          | Premier League        | 34          | 0           | 13                    | 0                     | C3                             | 4                              | 0                              | 4                    | 0                    | 55    | 0     |
| 1996-1997             | Leeds United          | Premier League        | 36          | 2           | 7                     | 0                     | -                              | -                              | -                              | 3                    | 0                    | 46    | 2     |
| 1997-1998             | Leeds United          | Premier League        | 34          | 0           | 7                     | 0                     | -                              | -                              | -                              | 7                    | 0                    | 48    | 0     |
| 1998-1999             | Leeds United          | Premier League        | 0           | 0           | 0                     | 0                     | -                              | -                              | -                              | -                    | -                    | 0     | 0     |
| 1999-2000             | Leeds United          | Premier League        | 31          | 0           | 5                     | 0                     | C3                             | 11                             | 0                              | 3                    | 0                    | 50    | 0     |
| 2000-2001             | Leeds United          | Premier League        | 24          | 0           | 2                     | 0                     | C1                             | 12                             | 0                              | 7                    | 1                    | 45    | 1     |
| 2001-2002             | Leeds United          | Premier League        | 20          | 0           | 2                     | 0                     | C3                             | 3                              | 0                              | 12                   | 0                    | 37    | 0     |
| 2002-2003             | Leeds United          | Premier League        | 25          | 0           | 4                     | 1                     | C3                             | 6                              | 0                              | 2                    | 0                    | 37    | 1     |
| 2003-2004             | Leeds United          | Premier League        | 37          | 0           | 2                     | 0                     | -                              | -                              | -                              | -                    | -                    | 39    | 0     |
| 2004-2005             | Leeds United          | Championship          | 43          | 0           | 4                     | 0                     | -                              | -                              | -                              | -                    | -                    | 47    | 0     |
| 2005-2006             | Leeds United          | Championship          | 47          | 0           | 2                     | 1                     | -                              | -                              | -                              | -                    | -                    | 49    | 1     |
| 2006-2007             | Leeds United          | Championship          | 16          | 0           | 2                     | 0                     | -                              | -                              | -                              | -                    | -                    | 18    | 0     |
| Total sur la carrière | Total sur la carrière | Total sur la carrière | 433         | 2           | 62                    | 2                     | -                              | 36                             | 0                              | 52                   | 2                    | 583   | 6     |

## Sources
- (en) Stephen McGarrigle, The Complete who's who of Irish international football : 1945-1996, Edimbourg, Mainstream Publishing, octobre 1996, 237 p. (ISBN 1-85158-894-9), p. 107